# Casa das Ciências (Galiza)
A Casa das Ciências (em galego:  Casa das Ciencias, em castelhano:  Casa de las Ciencias) é um dos museus científicos da Corunha, situado no Parque de Santa Margarida. Abriga módulos de fenómenos, uma incubadora com pintainhos de galinhas, exposições e um planetário. O museu atribui os Prémios Prismas da Casa das Ciências desde 1987 para promover a difusão científica.

## História
É um edifício de planta octogonal rodeado por um pórtico. Foi construído inicialmente na década de 1950 para funcionar como uma estação de rádio, mas não foi finalizado e sua estrutura conhecida como "O Palacete" acabou sendo abandonada. O projeto foi finalizado em 1985 pelo arquiteto Felipe Peña.
O museu foi inaugurado a 1 de junho de 1985 pelos reis de Espanha, sendo considerado o primeiro museu interativo de titularidade pública no país.